# Екологія людини
Еколо́гія люди́ни — міждисциплінарна наука, яка досліджує загальні закономірності взаємозв'язку людини, популяції людей з довкіллям, вплив чинників довкілля на функціонування людського організму, цілеспрямоване управління, збереження і поліпшення здоров'я населення.
Основні завдання екології людини були визначені у 1983 році на першій всесоюзній нараді у м. Архангельську та в 1984 р. на першій всесоюзній школі-семінарі з даної проблеми у м. Суздалі. До них зокрема належать:
- Вивчення стану здоров'я людей.
- Дослідження динаміки здоров'я в аспектах природно-історичного та соціально-економічного розвитку.
- Прогноз стану здоров'я майбутніх поколінь людей.
- Вивчення впливу окремих факторів середовища та їхніх компонентів на здоров'я і життєдіяльність популяцій людей (міської, сільської тощо).
- Дослідження процесів збереження та відновлення здоров'я і соціально-трудового потенціалу популяцій.
- Аналіз глобальних та регіональних проблем екології людини.
- Розробка нових методів екології людини (космічних, біохімічних тощо).
- Розробка шляхів підвищення рівня здоров'я та соціально-трудового потенціалу в населення.

На сучасному етапі до названих завдань додаються наступні, більш конкретні:
- Створення антропоекологічного моніторингу — системи спостережень за змінами процесів життєдіяльності людей у зв'язку з дією на них різних факторів довкілля, а також спостережень та оцінок умов середовища, які впливають на здоров'я населення, зумовлюють поширення захворювань.
- Складання медико-географічних карт, що відображають територіальну диференціацію захворювань населення, пов'язаних з погіршенням якості довкілля.
- Зіставлення медико-географічних карт з картами забруднення довкілля і встановлення кореляційної залежності між характером і ступенем забруднення різних природних компонентів соціоекосистем та відповідними захворюваннями населення.
- Визначення науково обґрунтованих значень гранично допустимих техногенних навантажень на людський організм.